# The Photo Album
The Photo Album è il terzo album in studio del gruppo musicale statunitense Death Cab for Cutie, pubblicato il 9 ottobre 2001 dalla Barsuk Records.
Nella versione giapponese contiene quattro bonus track, Gridlock Caravans, 20th Century Towers, All Is Full of Love e Stability.

## Tracce
Tutte le canzoni sono state scritte da Ben Gibbard se non altrimenti segnalato.
1. Steadier Footing – 1:47
2. A Movie Script Ending – 4:19
3. We Laugh Indoors (Ben Gibbard/Nick Harmer/Chris Walla) – 4:58
4. Information Travels Faster (Ben Gibbard/Chris Walla) – 4:02
5. Why You'd Want to Live Here – 4:44
6. Blacking Out the Friction – 3:27
7. I Was a Kaleidoscope (Ben Gibbard/Chris Walla) – 2:50
8. Styrofoam Plates (Ben Gibbard/Nick Harmer/Chris Walla) – 5:24
9. Coney Island – 2:40
10. Debate Exposes Doubt (Ben Gibbard/Chris Walla) – 4:36

### Tracce bonus
1. Gridlock Caravans - 1:17 - (Bonus track per la versione LP e giapponese, inserita come traccia n°6, e nella versione speciale per il Regno Unito)[2]
2. 20th Century Towers - 4:36 - (Ben Gibbard/Nick Harmer/Chris Walla) - (Bonus track per la versione giapponese)[2]
3. All Is Full of Love (Bonus track per la versione giapponese)[2]
4. Stability (Ben Gibbard/Chris Walla) (Bonus track per la versione giapponese)[2]

## Formazione
- Benjamin Gibbard – voce, chitarra, pianoforte, organo
- Nick Harmer – basso, voce, organo
- Michael Schorr – batteria, tamburello basco, shakers, loops
- Christopher Walla – chitarra, voce, pianoforte, loops

### Collaboratori
- Jeff Saltzman – mastering
- Sean Nelson – coro in Blacking Out the Friction e I Was a Kaleidoscope
- John Vanderslice – coro in Blacking Out the Friction e I Was a Kaleidoscope